# تاج السر محمود
تاج السر (1963 -) مقدم برامج سوداني ولُقب ب«تجتوج» اشتهر بتقديم البرامج على تلفزيون عجمان فترة التسعينات.

## حياته
ولد في الخرطوم أم درمان متزوج ولديه ولدان محمد وملاز.[بحاجة لمصدر]

## مشواره المهني
انطلاقته كمدير إنتاج تلفزيوني في استديوهات عجمان الخاصة وافتتح تلفزيون عجمان حيث جاء صاحب المحطة عبد الله محمد مراد ورشحه لتقديم البرامج وقدم برنامج مع المذيعة وفاء صالح قدم برامج للأطفال مع الطفلة طيف البياتي، برامج طبخ وبرامج في المهرجانات. عام 2000 قدم استقالة من تلفزيون عجمان بعدما كانت المحطة أرضية وقل انتشارها انتقل إلى إم بي سي
وقدم برامج مع تشتوش وكانت من لندن والرياض ثم القاهرة  اشتهر بمفردات لزمة مثل «يا ناس يا عسل» «تجتوج وصل».. وأيوه.. أيوه.. ياكوتوموتو و«إزيكن.. كيف إنكن.. يا أسمريكا»

## البرامج التي قدمها
| اسم البرنامج      | القناة          | العام |
| ----------------- | --------------- | ----- |
| يمين شمال         | تلفزيون عجمان   | 1998  |
| تاج والمطبخ       | تلفزيون عجمان   | 1999  |
| يلا بينا مع تجتوج | إم بي سي        | 2000  |
| تاج ماتش          | تلفزيون الفجيرة | 2011  |
| دعوة بزاف         | بزاف تي في      | 2014  |
| كاتش ماتش         | نيكولودين       | 2016  |